# Алберико Евани
Алберико Евани (итал. Alberigo Evani; 1. јануар 1963, Маса) бивши је италијански фудбалер, који је играо на позицији везног играча. Након играчке каријере ради као тренер.

## Каријера
Поникао је у млађим категоријама Милана. За први тим је дебитовао 1980. године, на првенственој утакмици против Болоње. У тој сезони је са екипом био првак Серије Б.
Након што је клуб 1987. преузео Ариго Саки, Евани је постао стандардни првотимац Милана који је тада освојио италијанско првенство и две титуле првака Европе. Доласком Фабија Капела, клуб је наставио са успесима, тако да је Евани с клубом 1992. и 1993. освојио два узастопна првенства Италије.
Године 1993. године Евани је потписао за Сампдорију у којој је провео четири сезоне и са њом је освојио Куп Италије. До краја играчке каријере још је играо за Ређану и Караресе.
Дебитовао је 1991. године за сениорску репрезентацију Италије. Са Италијом је наступио на Светском првенству 1994. године у САД-у на којем су Азури стигли до финала против Бразила. У утакмици без голова, питање светског првака одлучило је извођење једанаестераца. Евани је тада успео да реализује свој једанаестерац, али Италија је остала без трофеја због промашаја Франка Барезија, Данијелеа Масара и Роберта Бађа. Финална утакмица против Бразила је за Еванија уједно била и последња у националном дресу.
Као тренер, водио је скоро све млађе селекције Италије.

## Успеси

#### Клуб
Милан
- Серија А: 1987–88, 1991–92, 1992–93.
- Серија Б: 1980–81, 1982–83.
- Суперкуп Италије: 1988, 1992, 1993.
- Куп европских шампиона: 1988–89, 1989–90
- УЕФА суперкуп: 1989, 1990.
- Интерконтинентални куп: 1989, 1990.

Сампдорија
- Куп Италије: 1993–94.

### Репрезентација
Италија
- Светско првенство: финале 1994.

#### Индивидуалне
- Играч утакмице на Интерконтиненталном купу: 1989.[4]
- Кућа славних фудбалског клуба Милан[2]